# 新屋信号所
新屋信号所（にいやしんごうしょ）は、群馬県甘楽郡甘楽町金井にある上信電鉄上信線の信号場である。1980年代初頭に行われた上信線近代化事業の一環として列車の増発を行うために赤津信号所とともに設置された。

## 歴史
- 1981年（昭和56年）11月12日：開業。

## 構造
両隣の西吉井駅と上州新屋駅はいずれも列車交換ができない1線のみの駅であり、その間の上州新屋寄りの場所にある。主に日中の列車交換に使用されているが、一日あたりの使用頻度が上信線にある3か所の信号場の中で最も少ない。構内は片開き分岐器を使用し2線のうち1線が出入口ともに分岐器の直線側を通る配線となっており、この線路の上下双方面に出発信号機を設けて上り・下り共用の主本線とした一線スルー方式を採用している。このため上り列車は列車交換を行う場合分岐する副本線に転線を行うが、列車交換を行わない場合はそのまま主本線を通過する。なお佐野信号所・赤津信号所と同じく副本線側の出発信号機は上り方面のみに設置されているため下り列車は副本線へ入線出来ない。

## 隣の駅
上信電鉄
■上信線
西吉井駅 - 新屋信号所 - 上州新屋駅